# Khangal
Khangal (tiếng Mông Cổ: Хангал) là một sum của tỉnh Bulgan ở miền bắc Mông Cổ. Vào năm 2009, dân số của sum là 4.700 người.

## Địa lý
Sum có diện tích khoảng 1.600 km2. Trung tâm sum, Surt, nằm cách tỉnh lỵ Bulgan 125 km và thủ đô Ulaanbaatar 416 km. Khu dân cư kiểu đô thị Khyalganat nằm cách trung tâm sum khoảng 25 km (16 mi) về phía bắc.

### Khí hậu
Khangal có khí hậu cận Bắc Cực. Nhiệt độ trung bình hàng năm ở khu vực này là 1 °C. Tháng ấm nhất là tháng 7, khi nhiệt độ trung bình là 20 °C và lạnh nhất là tháng 1, với -20 °C. Lượng mưa trung bình hàng năm là 469 mm. Tháng nhiều mưa nhất là tháng 8, với lượng mưa trung bình 107 mm và khô nhất là tháng 2, với lượng mưa 2 mm.

## Kinh tế
Sum có một trường học, bệnh viện, khu dịch vụ và xưởng.